# Geosmin
Geosmin (z řeckého γεω- „země“ a ὀσμή „vůně“) je organická sloučenina typicky zemité vůně a chuti, produkovaná některými druhy aktinobakterií a zodpovědná za zemitou chuť červené řepy. Také se podílí na pronikavé vůni, která se objevuje, pokud prší po delším období sucha (vůně petrichor), nebo při narušení svrchní vrstvy půdy. Chemicky se jedná o bicyklický alkohol a derivát dekalinu.

## Tvorba
Geosmin je produkován grampozitivními bakteriemi z rodu Streptomyces, který patří do řádu Actinomycetales v rámci aktinobakterií, a do prostředí se uvolňuje ve chvíli, kdy tyto bakterie odumírají. V oblastech, kde se pitná voda získává z povrchových zdrojů, se při rozsáhlejším odumření bakterií  může geosmin dostat do vody a vyvolávat nepříjemnou pachuť. V kyselém pH se geosmin rozkládá na látky bez zápachu.
V roce 2006 byla popsána biosyntéza geosminu pomocí bifunkčního enzymu z bakterie Streptomyces coelicolor. Enzym geosminsyntáza při ní v dvoukrokové reakci konvertuje farnesylpyrofosfát na geosmin.
Streptomyces coelicolor je modelový příklad půdní bakterie se složitým životním cyklem, který zahrnuje vláknité stadium a tvorbu spor. Produkuje nejen geosmin, ale také řadu molekul zajímavých např. z hlediska vývoje léčiv; genom bakterie byl publikován Sangerovým institutem. Vyprodukovaný geosmin láká chvostoskoky, kteří přispívají k roznášení spor.

## Účinky
Lidský nos je extrémně citlivý na geosmin a je schopný zachytit i koncentraci pouhých 5 ppt (parts per trillion) – množství odpovídající kapce inkoustu v nádrži s více než 9 miliony litrů vody (tj. zhruba 3½ olympijského bazénu).
Geosmin způsobuje také bahnitou chuť masa některých ryb, jako je kapr nebo sumec. Je zde kombinován s 2-methylisoborneolem, který se koncentruje v tučné kůži a svalové tkáni. Protože se geosmin rozkládá v kyselém prostředí, používá se někdy při přípravě ryb ocet a k rybímu masu se přikládá plátek citrónu nebo limetky.
Vůně po prudkém dešti je také způsobena geosminem. (Zatímco typická vůně přicházející bouřky je ozon.)